# Lindjärv
Lindjärv är en sjö i Estland.   Den ligger i landskapet Harjumaa, i den centrala delen av landet, 40 km sydost om huvudstaden Tallinn. Lindjärv ligger 82 meter över havet.  I omgivningarna runt Lindjärv växer i huvudsak blandskog.